# بندرخشک اصفهان
بندر خشک اصفهان (    دهکده لجستیکی اصفهان )، اولین بندر خشک ملی ایران است که توسط بخش خصوصی و اداره راه و شهرسازی و شرکت بین المللی لجستیك راه ابریشم در دست احداث است مجوز این پروژه 1402 صادر شده است.   